# Мартинс, Джордж
Джордж Эрик Маккарти Мартинс (англ. George Eric McCarthy Marthins; 24 декабря 1905, Мадрас, Британская Индия — 23 марта 1989, Оттава) — индийский хоккеист на траве, полевой игрок. Олимпийский чемпион 1928 года.

## Биография
Джордж Мартинс родился 24 декабря 1905 года в городе Мадрас в Британской Индии (сейчас Ченнаи в Индии).
Учился в школе святого Георгия в Массури. Играл в хоккей на траве за Соединённые провинции.
В 1928 году вошёл в состав сборной Индии по хоккею на траве на летних Олимпийских играх в Амстердаме и завоевал золотую медаль. Играл в поле, провёл 5 матчей, забил 3 мяча (по одному в ворота сборных Швейцарии, Бельгии и Нидерландов).
Умер 23 марта 1989 года в канадском городе Оттава.